# 多索尼安
在托爾金（J. R. R. Tolkien）小說裡，多索尼安（Dorthonion，松樹之地），即後來的浮陰森林（Taur-nu-Fuin），在第一紀元時是一個高地的名稱，位於貝爾蘭（Beleriand）以北，阿德加藍草原（Ard-galen）以南，那裡接連魔苟斯（Morgoth）的安戈洛墜姆（Thangorodrim）要塞。
在多索尼安北部，地形逐漸由平原抬升，並有大型的松林。多索尼安的南境是戈堝洛斯山脈（Ered Gorgoroth），山勢向北延綿，於多索尼安及海姆瑞恩（Himring）之間形成艾格隆狹道（Pass of Aglon）。而多索尼安的南部和西部是艾可瑞亞斯（環抱山脈），圍繞著隱秘的貢多林（Gondolin），西瑞安河的上游流經多索尼安的西面山坡及威斯林山脈（Ered Wethrin）。
多索尼安由費納芬（Finarfin）之子安格羅德（Angrod）及艾格諾爾（Aegnor）統治，但在努因吉利雅斯戰役（Dagor Bragollach）中被魔苟斯占領，此後，多索尼安被稱為浮陰森林。
多索尼安東北部的山坡即是拉德羅斯（Ladros），那裡是人類三大家族比歐家族（House of Bëor）波羅莫（Boromir）的封地。巴拉漢（Barahir）及其子貝倫（Beren）在居於此。
多索尼安的大部分土地都在第一紀元末的憤怒之戰（War of Wrath）中被毀。多索尼安最高的部分倖存下來。

## 分析
多索尼安跟托爾金作品中的其他大森林極其相似，如幽暗密林、法貢森林或羅斯洛立安。